# Cmentarz żydowski w Gębicach
Cmentarz żydowski w Gębicach – nekropolia została założona w 1816. Mieści się przy ulicy Leśnej, przy szosie do Zbytowa. Jest ona częścią działki nr 185, na której znajduje się również dawna nekropolia protestancka. Istnienie kirkutu w okresie międzywojennym potwierdza dokument wystawiony przez Magistrat miasta Gębic w dniu 11 lutego 1933. W 1933  majątek gminy żydowskiej w Gębicach wraz z nekropolią przejęła gmina żydowska w Inowrocławiu. Obecnie obszar kirkutu o powierzchni 0,09 hektarów (dokładnie 929,36 metrów kwadratowych) porośnięty jest krzakami.  Pomimo że kirkut został zaznaczony na „Mapie sytuacyjnej nieruchomości z projektowanym podziałem wydzielającym część cmentarza żydowskiego od ewangelickiego”, niemożliwy jest geodezyjny podział, ponieważ działka nie posiada księgi wieczystej. Na terenie kirkutu zachowały się jedynie dwa elementy nagrobków. Kirkut posiada plan trapezu. Obecnie układ przestrzenny nekropolii jest nieczytelny. Nie zachowały się również drzewa rosnące na kirkucie. Teren cmentarza został uporządkowany w 2008.